# Fire and Brimstone
Fire and Brimstone (в пер. с англ. «Огонь и Сера») — сингл бостонской кельтик-панк группы Dropkick Murphys выпущенный в феврале 1997 года. Первая песня из сингла вошла в первый альбом группы «Do or Die» вышедшего на месяц раньше и мини-альбом «Boys on the Docks», в который также вошла вторая песня «Eurotrash» на стороне «А» и вторая песня на стороне «Б» «Front Seat».
Сингл был выпущен на семидюймовом виниле ограниченным тиражом.

## Список композиций

### Сторона 1
1. Never Alone (This seems like it’s played half speed compared to later versions of this song)
2. Eurotrash (Also found on ‘Boys on the Docks’ CD EP)

### Сторона 2
1. Take It Or Leave It (This is the only release to feature this song)
2. Front Seat (Also found on ‘Boys on the Docks’ CD EP)